# Naomi Jacob
Naomi Eleanor Clare Jacob (* 1. Juli 1884 in Ripon, Vereinigtes Königreich; † 27. August 1964 in Sirmione, Italien) war eine englische Autorin, Schauspielerin und Fernsehmoderatorin.

## Biografie
Naomi Jacob war die erste Tochter von Samuel Jacob und Nina Collinson. Er war Schulleiter und sie Lehrerin an der jetzigen Ripon Grammar School. Naomi Jacobs Pseudonym Ellington Gray zeigt ihre enge Verbindung zu ihrer Heimatstadt und ihrer Familie. Ihr Großvater Robert Ellington Collinson war Bürgermeister und Besitzer des Unicorn Hotel. Ihr Urgroßvater Thomas Collison war Stellvertretender Polizeichef der Stadt.
Naomi Jacob hatte eine schwierige Kindheit. Ihre Mutter ließ sich wegen der Eskapaden und der gewalttätigen Natur ihres Vaters scheiden. Naomi Jacob wollte ihre Schule beenden und zog nach Middlesbrough, wo sie als Referendarin unterrichtete. Ihre Schwester Mu und ihre Mutter zogen in den Süden, um ein neues Leben zu beginnen.
Naomi Jacob beendete ihrer Lehrerinnenlaufbahn, um Schauspielerin in einer Revue zu werden. Etwa zu der Zeit erkrankte sie an Tuberkulose, eine Beeinträchtigung, die sie ganzes weiteres Leben begleitete. Nachdem körperliche Betätigungen schwierig für sie geworden waren, wandte sie sich dem Schreiben zu. Neben einer Anzahl Romanen wie der Gollantz Saga und An Irish Boy, schrieb Jacob Sachbücher, Biografien und Zeitungskolumnen. Ihre Mutter schrieb unter dem Namen Nina Abbott ebenfalls Romane.
Ihre Kindheit in Yorkshire lehrten sie die Liebe zu Flora und Fauna. Sie liebte Katzen und Hunde und wurde oft zusammen mit ihrem Lieblingspekinesen Sammy fotografiert. Naomi Jacob schrieb sogar ein Buch aus der Sicht eines ihrer Hunde mit dem Titel Prince China. By himself, but dictated to Naomi Jacob. Sie setzte sich zudem sehr für den Tierschutz ein.
Wegen ihrer starken Bindungen zum Theater war sie dort sehr bekannt. Ihre Freunde kannten sie unter dem Namen Micky. Zu ihrem Freundeskreis gehörten Marguerite Broadfoote, Radclyffe Hall, 'Little Tich', Marie Lloyd, Bransby Williams und viele andere. Sie engagierte sich in der Politik und war Abgeordnete der Labour Party im House of Commons und aktiv in der Wahlrechtsbewegung. In einer ihrer Autobiografien berichtet sie, dass sie einen Wecker in eine Blechbüchse tat und neben die Tür eines Küstenhauses stellte, das vom Liberalen Premierminister David Lloyd George besucht wurde. Die tickende Schachtel wurde von besorgten Freunden ins Meer geworfen, die sie für eine Bombe hielten.

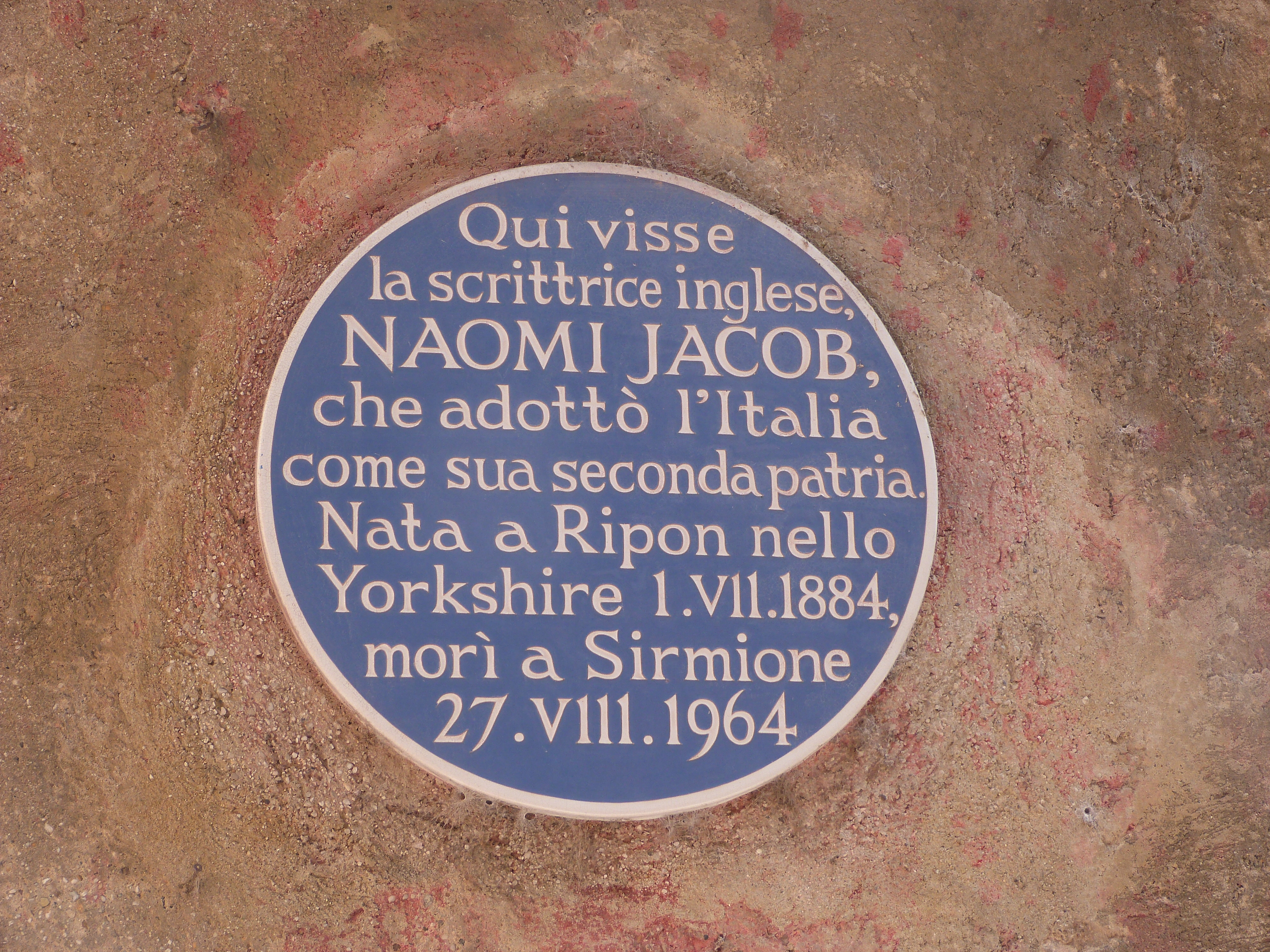
Blue Plaque für Naomi Jacob

Jacob zog 1930 nach Sirmione am Gardasee, da das dortige Klima ihren Lungen gut tat. An ihrem Wohnhaus, das als 'Casa Mickey' bekannt ist, wurde ihr zu Ehren eine Blue Plaque angebracht. Während des Zweiten Weltkrieges kehrte sie ins Vereinigte Königreich zurück, um bei der Verteidigung zu helfen. Sie arbeitete für die Entertainments National Service Association, wo sie Fernsehsendungen zur Stärkung der Moral und Livevorstellungen für die Truppen produzierte. Sie gab nie ihr Haus in Italien auf und kehrte bald nach dem Krieg zurück. Naomi Jacob starb in Sirmione.
Obgleich sie heute nicht mehr so bekannt ist, war Naomi Jacob in ihrer Zeit trotz ihrer exzentrischen Art eine beliebte und respektierte Persönlichkeit. Ihre Beziehungen mit anderen Frauen waren ein offenes Geheimnis, wurden jedoch zu ihren Lebzeiten nie öffentlich gemacht. Sie starb 1964 in Sirmione.

## Werke
Ihre Romane gehören überwiegend zur romantischen Fiktion. Ihre Bücher sind in den Bibliotheken der englischsprachigen Welt weit verbreitet. Es gibt Gerüchte, dass sich Filmproduzenten für ihre Stoffe interessieren. Nichtsdestotrotz hat Naomi Jacob viele Kritiker, die ihre Arbeiten als Abklatsch der Bücher Barbara Taylor Bradfords ansehen. Studien der Sheffield Hallam University legen nahe, dass ihre Arbeiten nichtsdestotrotz großen Wert haben. Ihre Romane behandeln oft die Vorurteile gegenüber Juden, häusliche Gewalt und die politischen Konsequenzen der Pogrome des 19. Jahrhunderts. Viele ihrer Bücher vor dem Zweiten Weltkrieg basierten auf den Erfahrungen ihrer väterlichen Familie, die vor der Gewalt in Westpreußen geflohen war.

### Bücher
- Power
- Jacob Ussher
- Under New Management
- Rock and Sand
- The Cap of Youth
- Young Emmanuel
- Leopards and Spots
- The Beloved Physician
- Private Gollantz
- The Man Who Found Himself
- The Morning Will Come
- White Wool
- Sean Unknown ...
- Honour's a Mistress
- That Wild Lie ...
- A Passage Perilous
- The Plough
- Gollantz
- Roots
- Mary of Delight
- Props
- Every Other Gift
- Poor Straw
- The Heart of the House
- Groping
- They Left the Land
- The Loaded Stick
- Sally Scarth
- Generations
- Staws in Amber
- Honour Come Back
- The Porcelain Clay
- The Founder of the House
- No Easy Way
- Barren Metal
- The Lenient God
- Time Piece
- Fade Out
- Antonia
- The Irish Boy
- A Late Lark Singing
- Long Shadows

### Stücke
- The Dawn
- Mary of Delight

### Autobiografien
- Robert, Nana and Me (1952)
- Me: A Chronicle about Other People (1936)
- Our Marie – Marie Lloyd (1936)
- Me Again (1939)
- Me in Wartime (1940)
- Me in the Kitchen (1935)
- Me in the Mediterranean
- Me over There (1947)
- Me and Mine (1949)
- Me Looking Back (1950)
- Me and the Swans (1963)
- Me and the Stags (1964)